# Jonas Weigel
Jonas Weigel († 1663) war ein deutscher Orgelbauer.

## Leben

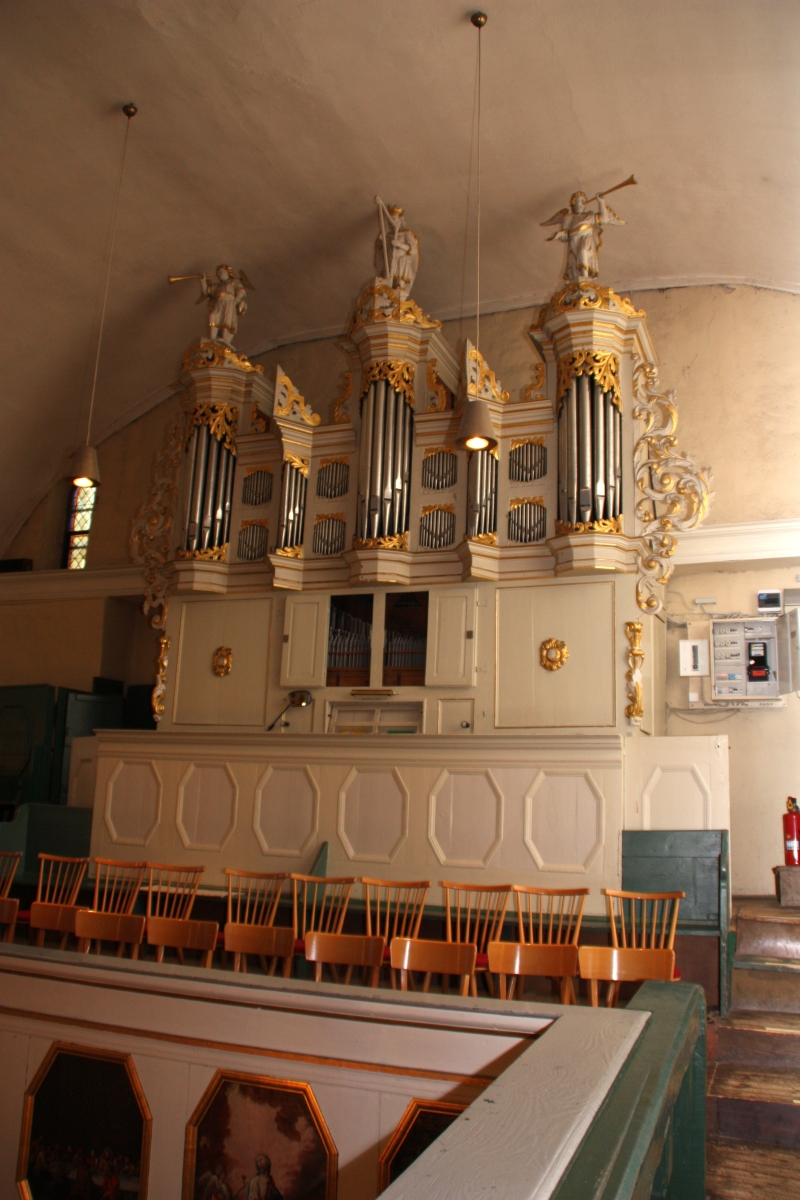
Weigel-Orgel in der Kirche Ilten

Weigel war Schüler von Friedrich Stellwagen und Gottfried Fritzsche, bei dem er seit 1618 in Lübeck in Dienst stand. Weigel stammt wahrscheinlich aus Böhmisch-Leipa. Sein Vater war vermutlich der Orgelbauer Georg Weigel, der um 1613 in Breslau nachweisbar ist. Ab 1630 hatte er in Celle eine Werkstatt, die er 1638 nach Braunschweig verlegte und zu dem Zeitpunkt Hoforgelbauer im  Fürstentum Braunschweig-Wolfenbüttel wurde.

## Werk
Mitten im Dreißigjährigen Krieg 1630 errichtete Weigel in der Kirche St. Johannes der Täufer in Winsen (Aller) eine Orgel, die aber kurze Zeit danach im Krieg wieder zerstört wurde.
1630/31 wurde die Orgel der Martinikirche in Braunschweig von Jonas Weigel zusammen mit Stellwangen erbaut (Gehäuse noch erhalten).
Am 17. April 1632 wird Weigel beauftragt die Orgel in der Braunschweiger Andreaskirche zu reparieren. In den Annalen der Stadt Braunschweig steht dazu folgendes:
Anno 1632, 17. Aprilis. Ein Erbar Rath des Weichbildts Newstadt, vnd die Herren Vorsteher der Kirchen obgedacht mit Jona Weigeln, Orgelmacher, vnsere Orgel newe zu repariren vnd Coprmasz zumachen, auch andere viel newe stimmen hinzu zu thuende vnd zu schaffen, vnd wasz lauth Contracts dem mehr anhangig gehandelt, dafür eins für alles 100 thaler zu geben, einig worden.
Im Preis enthalten waren auch vier neue große Blasebälge. Die genaue Disposition ist unbekannt. Auch unbekannt ist, ob es sich um einen Umbau der vorhandenen Orgel oder um einen Neubau handelte.
Wilhelm Schorigus der Ältere wurde auch am 17. April 1632 beauftragt, nach Weigels dem Entwurf, das Oberwerk der Orgel der Andreaskirche zu schnitzen, wofür er am 1. Dezember 1634 60 Taler von insgesamt 87,5 Talern erhielt. Auch wirkten die Schnitzer Henning Ochsenkopf und Andreas Meveus am Gehäuse mit (Rückpositiv, Wappen der Neustadt). Das Werk war dann 1634 beendet.
In der Aegidienkirche Braunschweig baute Weigel 1637 ein neues dreimanualiges Instrument mit 31 Registern, das bis zu seinem Abriss 1817 wegen seiner Klangqualitäten gerühmt wurde.
Im Jahr 1643 reparierte er die Orgel in St. Nicolai in Gifhorn.
Die Iltener Orgel, die 1652 von ihm geschaffen wurde und die vermutlich im Zuge des Kirchenbaus 1723 Christian Vater umbaute, ist bis heute erhalten.
Wahrscheinlich hat Weigel auch die Orgel in der Klosterkirche Lüne von 1645 errichtet (Prospekt auch noch erhalten).
Im Jahr 1647 sollte in St. Vincenz in Schöningen eine Orgel mit 33 Registern, drei Manualen und einem Pedal von Jonas Weigel gebaut werden, von der er aber nur der Prospekt mit geschnitztem Knorpelwerk auf der Westempore fertig stellte. Herzog August II. beauftragte dann 1665 Johann Friedrich Besser, ein Werk mit nur 22 Registern, zwei Manualen und einem Pedal darin fertigzustellen.
1658 folgten Umbau und Erweiterung der Orgel in der Klosterkirche Riddagshausen durch Weigel zusammen mit Friedrich Stellwagen. Jonas Weigel wird dann die Orgel bis zu seinem Tod betreut haben, was danach Besser übernahm.
In seinem letzten Lebensjahr stellte er noch die Beck-Orgel aus der Schloßkirche Hessen in der St. Johanniskirche in Wolfenbüttel auf, wobei Besser hier auch die Arbeiten beendete.